# Jiménez (tổng)
Jiménez là một tổng trong tỉnh Cartago, Costa Rica. Tổng này có diện tích 286,43 km², dân số năm 2008 là 15859 người..